# Ariana (stad)
Ariana is een stad in Tunesië en is de hoofdplaats van het gelijknamige gouvernement Ariana.
Bij de volkstelling van 2004 telde Ariana 240.749 inwoners, waarmee het de derde stad van het land was na Tunis en Sfax. Na de laatste volkstelling in 2014 is dit aantal gedaald naar 114.486 inwoners, daarmee is het niet meer de derde grootste stad.

## Galerij

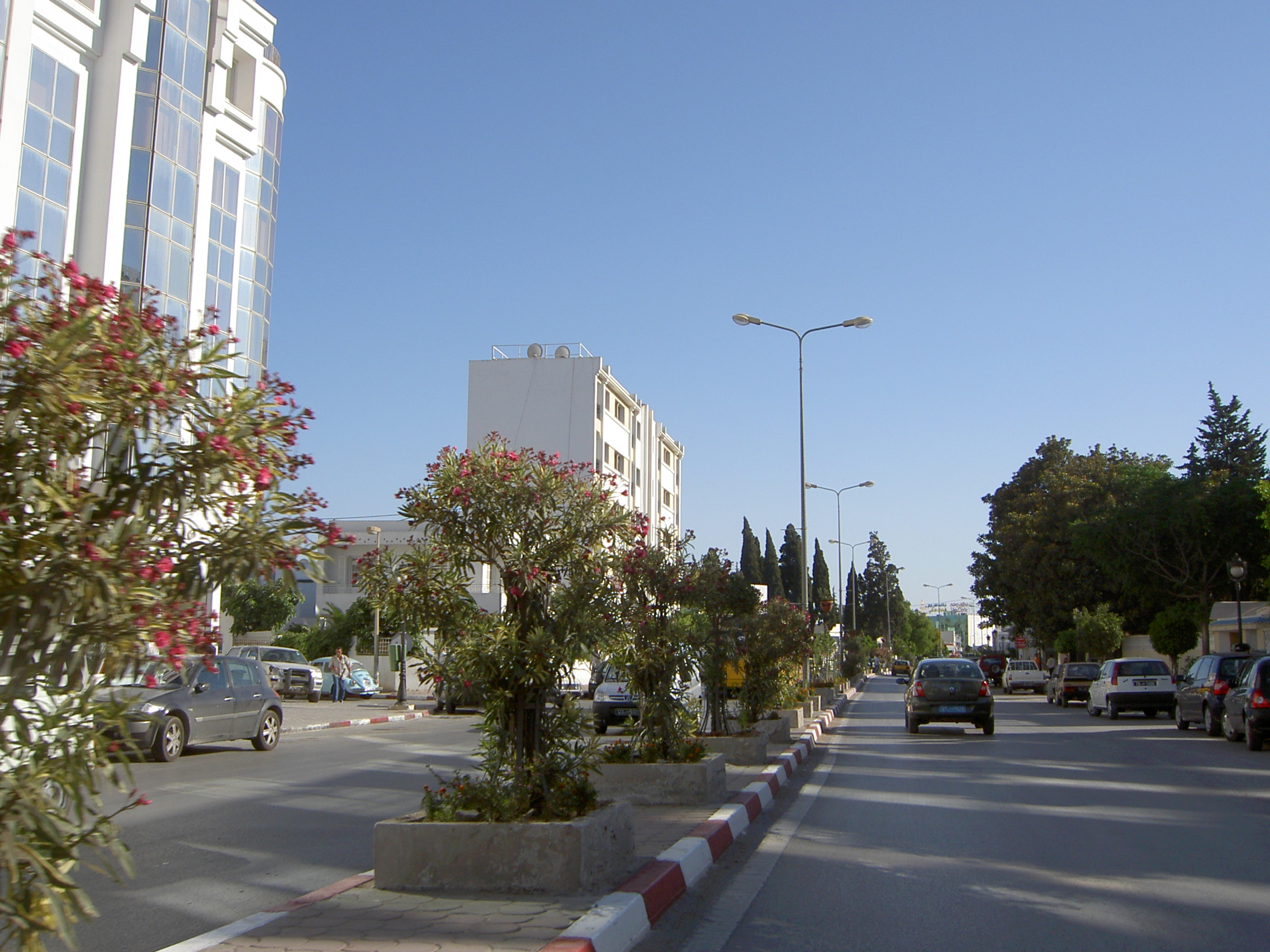
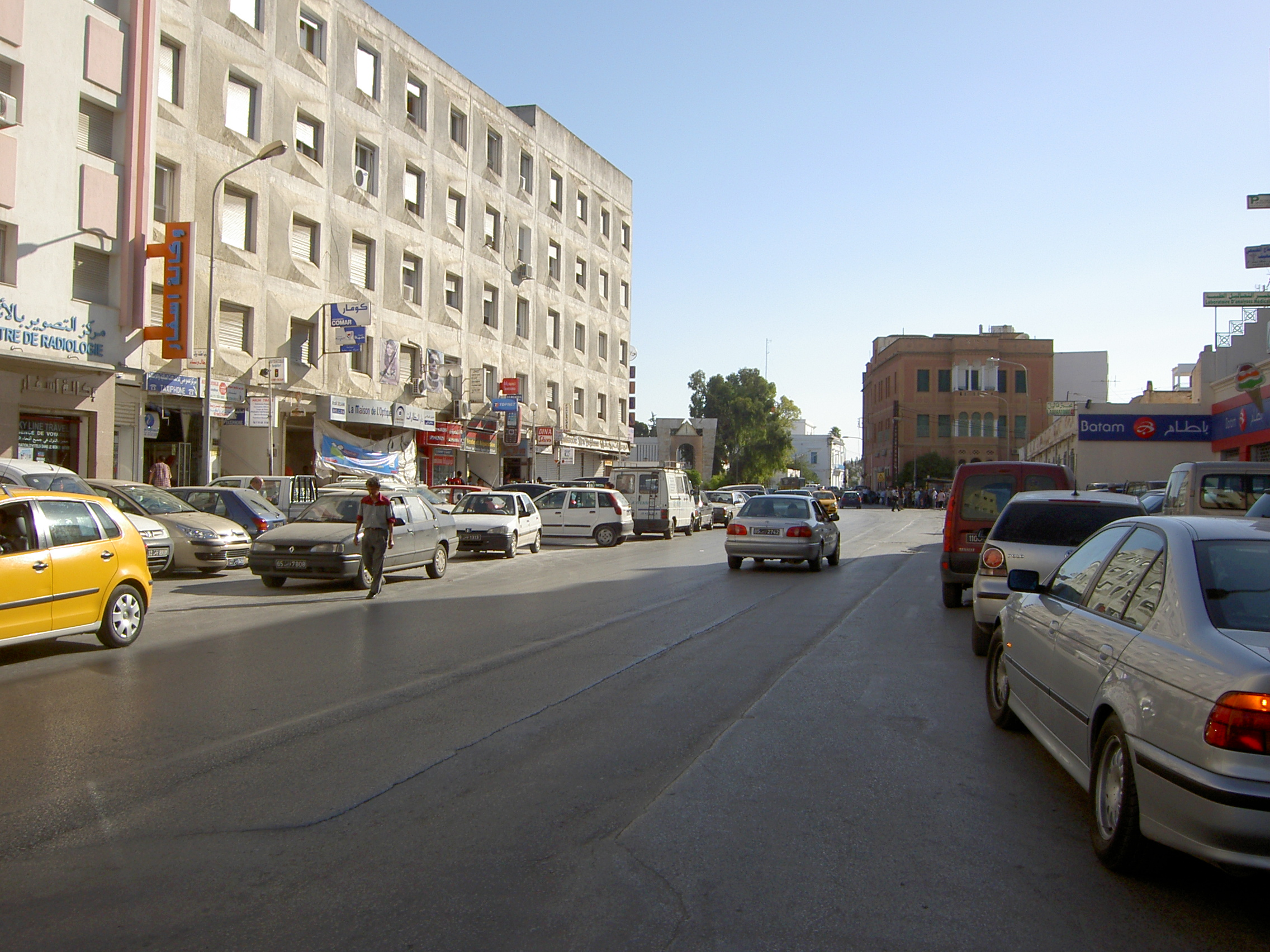
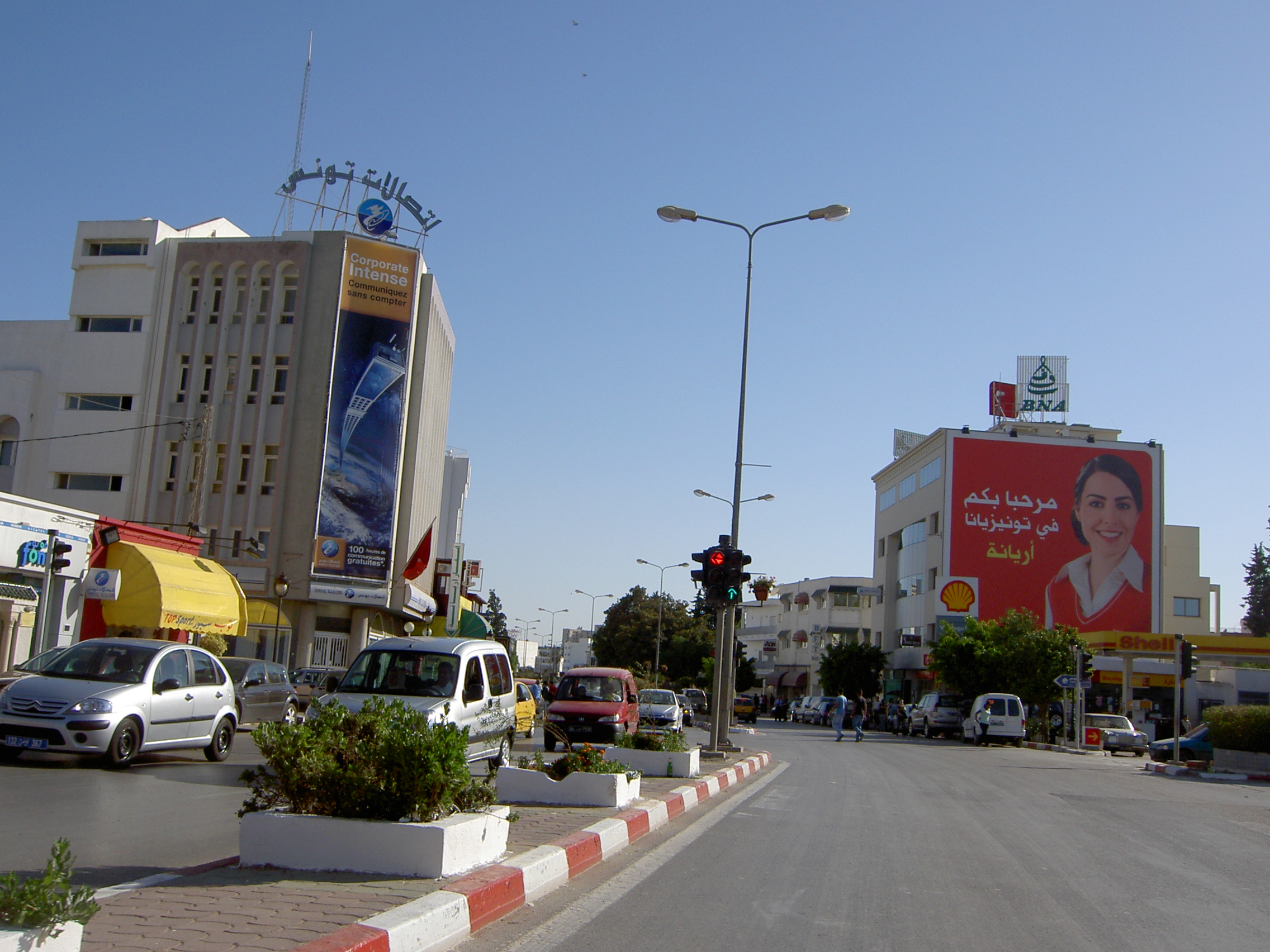
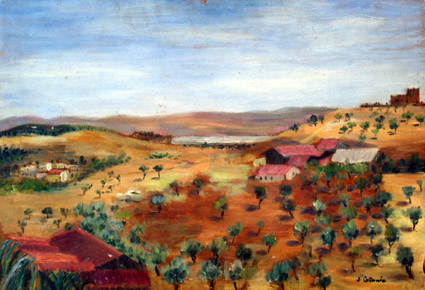
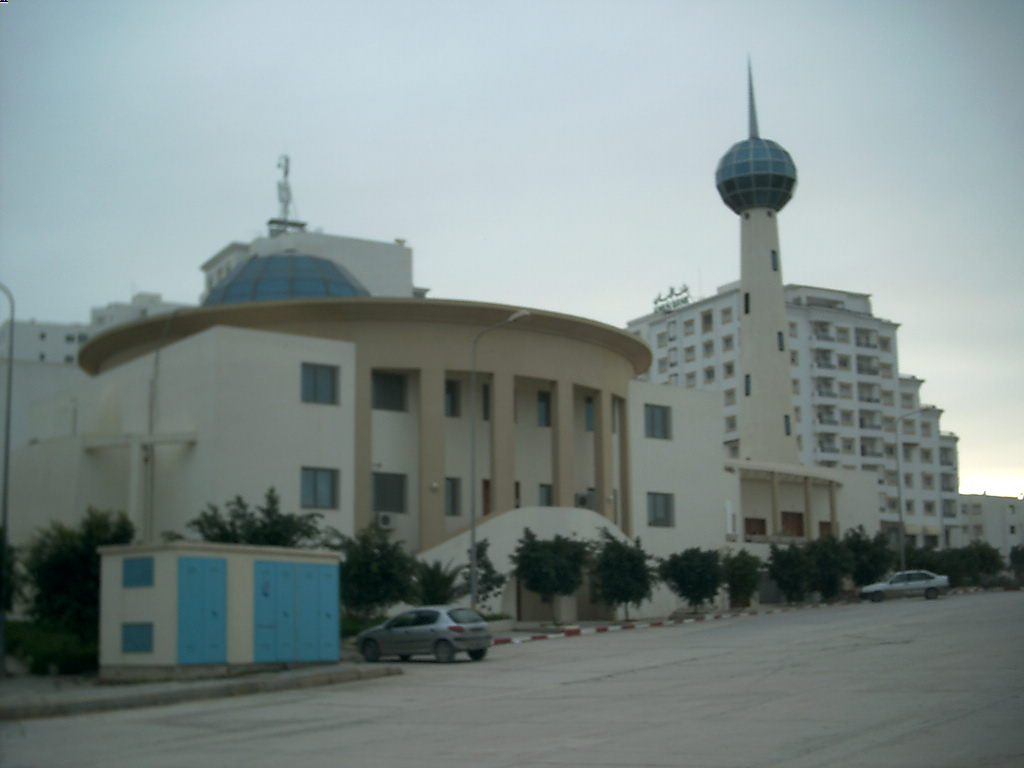
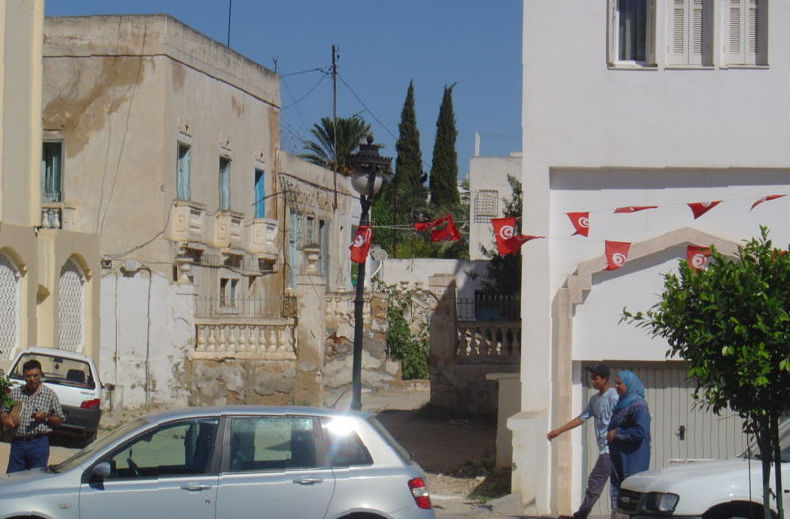

## Geboren in  Ariana
- Hatem Trabelsi (1977), voetballer
- Ferjani Sassi (1992), voetballer